# كريستي سميث
كريستي سميث (بالإنجليزية: Kristie Smith)‏ هي لاعبة غولف أسترالية، ولدت في 7 أغسطس 1988 في برث في أستراليا.